# گردشگری جنسی زنانه
گردشگری جنسی زنانه اشاره به گردشگری جنسی دارد که توسط زنان انجام می‌شود.

  کشورهای مبدأ: استرالیا، اتریش، بلژیک، دانمارک، انگلستان، فنلاند، فرانسه، آلمان، ایرلند، ژاپن، هلند، نیوزیلند، نروژ، اسکاتلند، اسلوونی، سوئد،  ایالات متحده آمریکا، ولز
  کشورهای مقصد: آلبانی، بلغارستان، کامبوج، کرواسی، کوبا، جمهوری دومینیکن، اکوادور، یونان، هائیتی، اندونزی، ایتالیا، جامائیکا، کنیا، مراکش، فیلیپین، پرتغال، رومانی، صربستان، اسپانیا، تانزانیا، تایلند، ترکیه، ویتنام

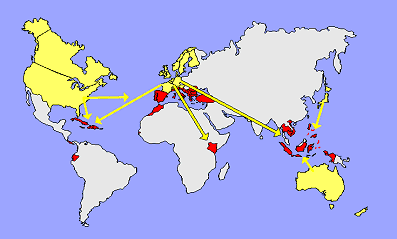
نقشه گردشگری جنسی زنانه

گردشگری جنسی توسط زنانی صورت می‌گیرد که قصد دارند با یک یا چند فرد محلی، که معمولاً کارگران جنسی مرد هستند، رابطه جنسی داشته باشند. توریست‌های جنسی زن ممکن است به دنبال جنبه‌هایی از روابط جنسی باشند که توسط گردشگران جنسی مرد به اشتراک گذاشته نمی‌شود، مانند عاشقانه درک شدن و صمیمیت. زنانی که این مشخصات را دارند - به خصوص زنان سفید پوست ثروتمند، مجرد، مسن‌تر - برای تعطیلات خود برنامه‌ریزی می‌کنند تا با مردی که می‌داند چگونه احساس ویژه آن‌ها را درک کند و به آن‌ها توجه کند، عاشقانه وارد رابطه جنسی می‌شوند. شیوع گردشگری جنسی زنان به‌طور قابل توجهی پایین‌تر از گردشگری جنسی مردان است.
گردشگری جنسی زنان در مناطق مختلف جهان رخ می‌دهد. جمعیت شناسی گردشگری جنسی زنان بر اساس مقصد متفاوت است، اما به‌طور کلی توریست‌های جنسی زن معمولاً به‌عنوان زنان یک کشور توسعه یافته طبقه‌بندی می‌شوند که در جستجوی رابطه عاشقانه یا رسانه‌های جنسی به کشورهای کمتر توسعه یافته سفر می‌کنند. 
گردشگران جنسی زن را می‌توان به سه دسته طبقه‌بندی کرد:
گردشگران سکس سنتی، که دارای ویژگی‌ها و انگیزه‌های مشابه گردشگران جنسی مرد هستند.
گردشگران سکس موقعیتی، که عمداً خود را در موقعیت توریستی جنسی قرار نمی‌دهند، اما خود را درگیر برخورد جنسی با مردان محلی می‌کنند. توریست‌های جنسی در موقعیتی ممکن است به دسته زنان تجار، دانشجویان، زنان در کنفرانس‌های خارج از کشور یا سایر زنانی که برنامه‌های مختلف غیر جنسی دارند تعلق می‌گیرد. 
گردشگران عاشقانه، گردشگرانی که قصد دارند سفر خود را با تجربیات عاشقانه‌ای انجام دهند که در کشور مادری خود نتوانسته‌اند تجربه کنند.